# 布拉德·古赞
布拉德·古赞（英語：Brad Guzan，1984年9月9日—）是一名美國職業足球員，擔任守門員，現時效力美國職業足球大聯盟球會阿特蘭大聯。

## 生平
2008年8月1日，英超球會阿士東維拉替古辛辦妥工作證後，完成其從美職聯球會美国芝华士轉會程序，轉會費金額據報為200萬英鎊。
2010年12月31日古辛獲外借到英冠球會侯城，為期1個月，代替另一名因傷返回母會接受治療的借將曼諾尼的席位，其後獲延長借用至2011年2月底，文路尼終於傷癒歸隊，古辛亦於上陣11場在借用期滿後返回維拉。惟僅一週後，文路尼於復出首場即再次觸傷舊患，古辛以緊急借用形式再次返回侯城效力。
2012年5月23日，阿士東維拉宣佈三名主隊成員於六月底約滿後不獲續約，古辛為其中之一。
2012年7月16日，原被放棄的古辛獲新任阿士東維拉領隊兰伯特給與一份新的三年合約，效力至2014/15球季。
2013年7月6日，古辛獲阿士東維拉提供一份新的四年合約，令其留隊至2016/17球季。
2016年7月29日，在阿斯頓維拉降級到英冠后，古贊與英超聯賽升班馬米德爾斯堡達成協議，以免費轉會加入並且簽訂了一份為期兩年的合同。
2017年1月26日，古贊與最近成立的MLS球隊阿特蘭大聯簽訂了合同，並將在2016-17英超聯賽結束後返回美國。。

## 外部連結
- 足球数据库：布拉德·古赞的球员统计数据
- footballdatabase.com 古辛檔案 （页面存档备份，存于）